# Juye-Vorfall

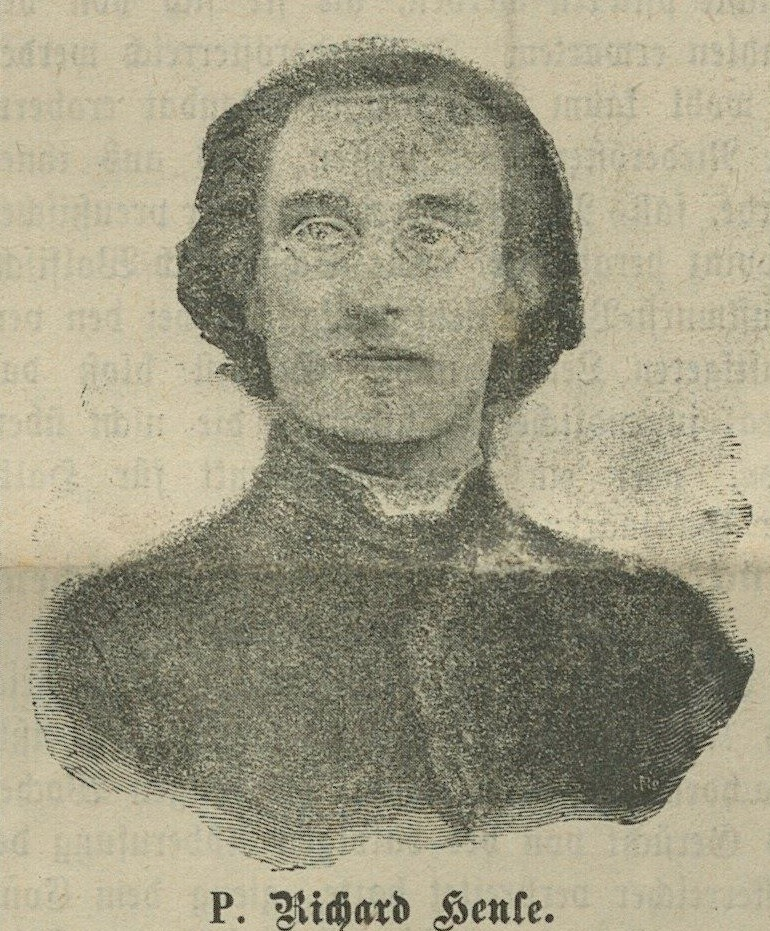
Der ermordete Pater Richard Henle

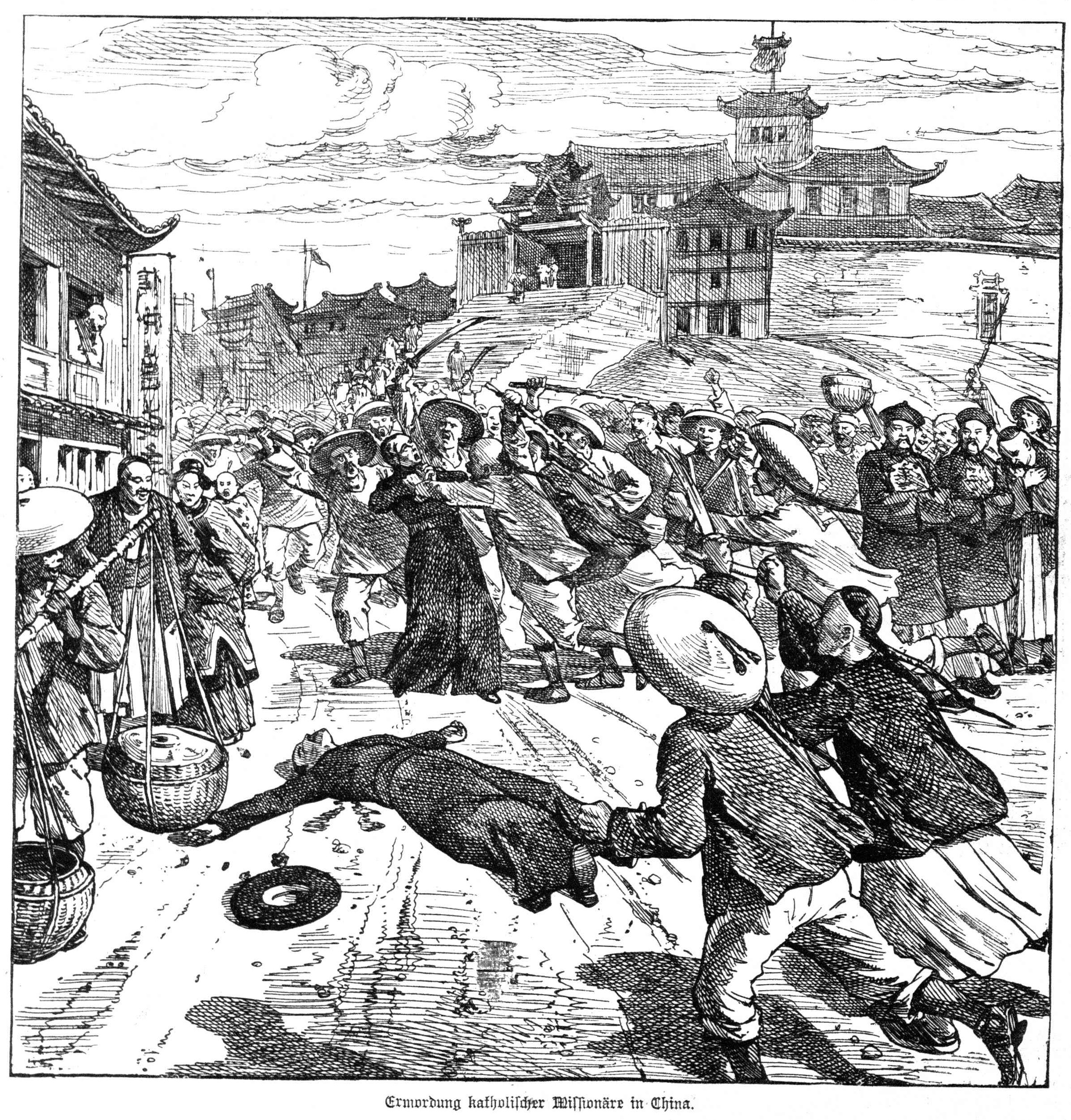
Zeitgenössische Darstellung des Juye-Vorfalls am 12. Dezember 1897 in der Zeitschrift Wiener Bilder

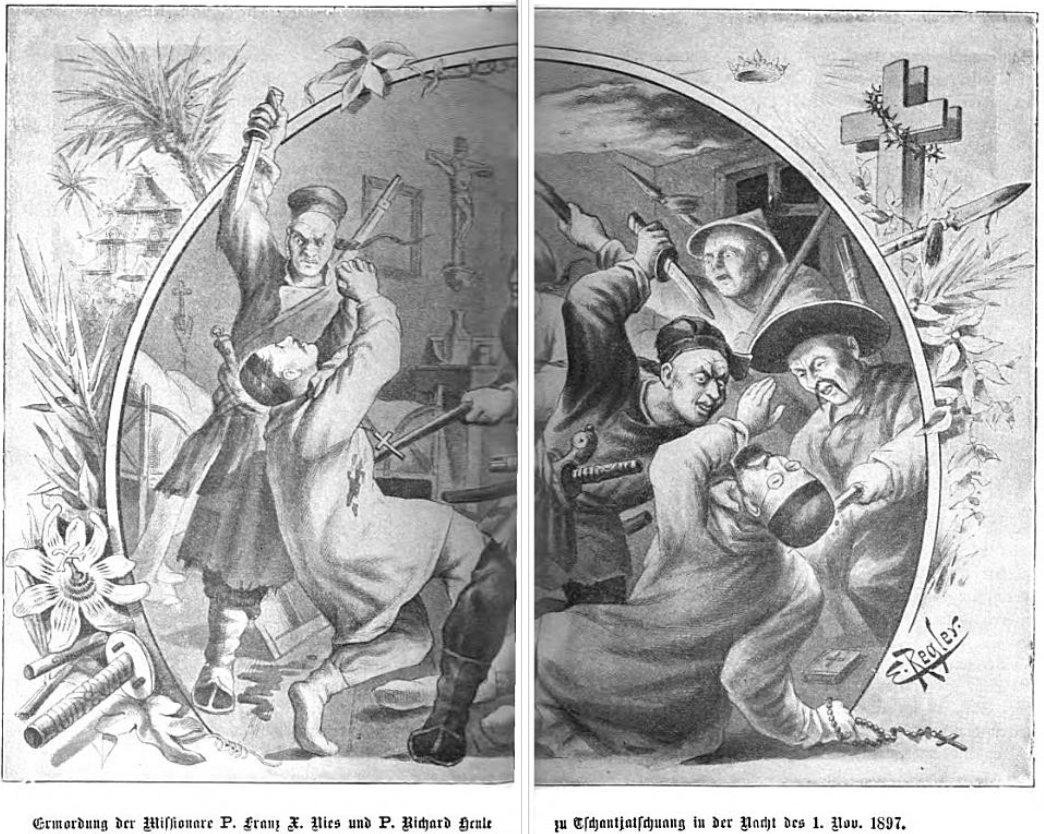
Zeitgenössische deutsche Darstellung des Juye-Vorfalls (1902)

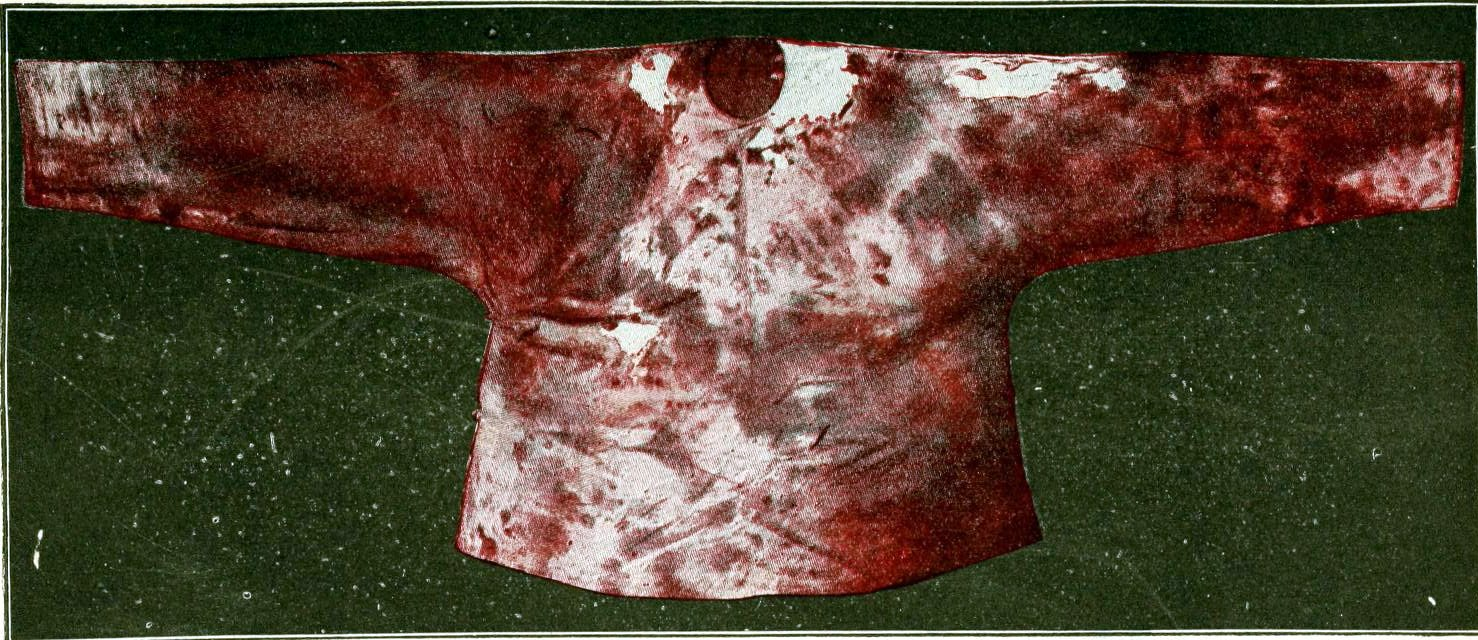
Blutbeflecktes Unterhemd von Franz Xaver Nies

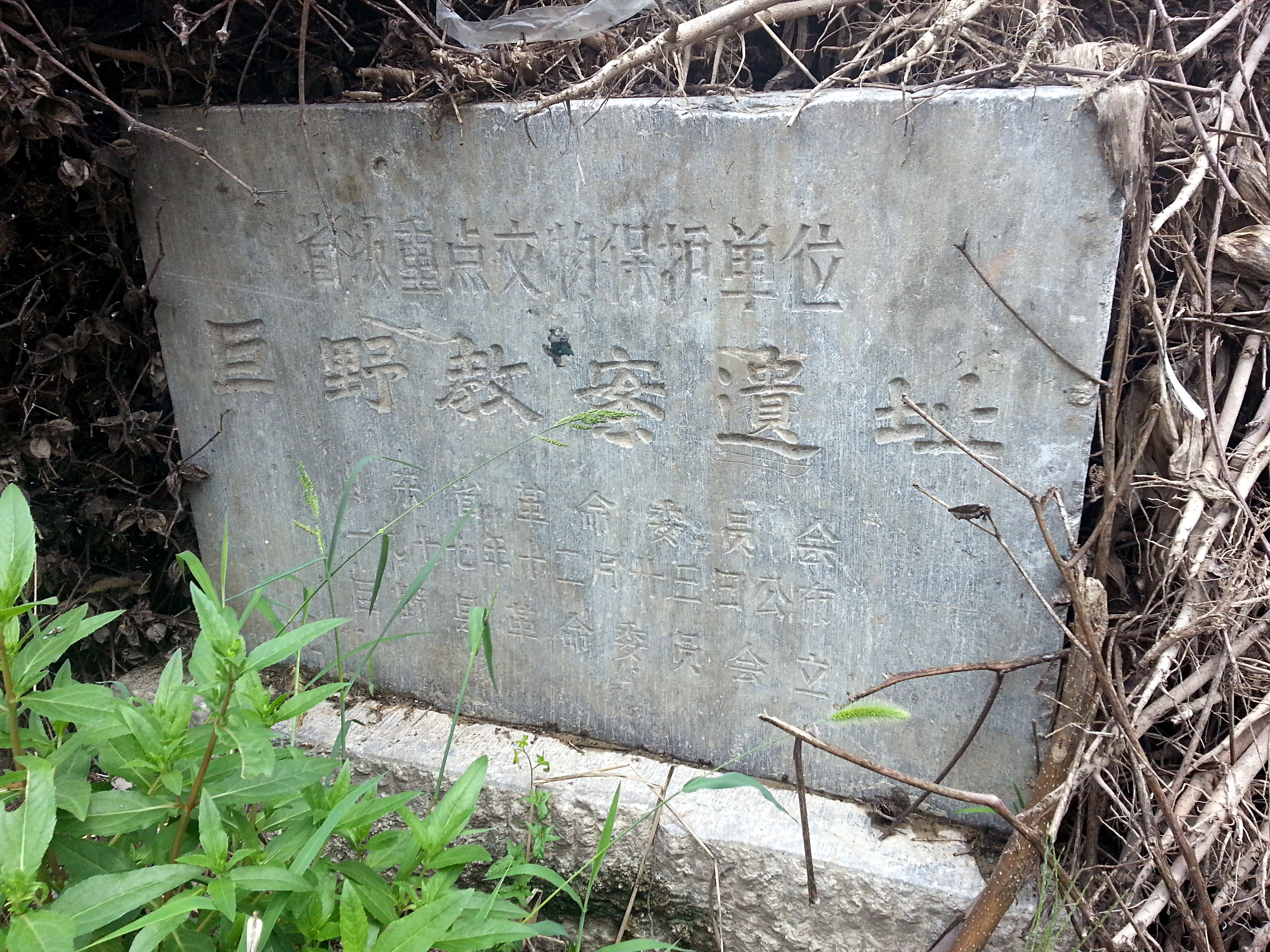
Straßenmarkierung am Ort des Vorfalls

Der Juye-Vorfall (chinesisch: 曹州敎案 oder 巨野敎案; Pinyin: Cáozhōu Jiào'àn or Jùyě Jiào'àn) bezieht sich auf die Ermordung zweier deutscher, katholischer Missionare, Richard Henle (seit 1889 in China tätig) und Franz Xaver Nies, Steyler Missionare, in der Provinz Juye, Shandong, in der Nacht vom 1. auf den 2. November 1897 (Allerheiligen bis Allerseelen). Ein dritter Missionar, Georg Maria Stenz, überlebte den Angriff unversehrt. Neun Chinesen, die an den Morden beteiligten waren, wurden festgenommen.
Das Missionsgelände, auf dem sich der Vorfall ereignete, befand sich im Dorf Zhang Jia (vereinfachtes Chinesisch: 张家庄; traditionelles Chinesisch: 張家莊; Pinyin: Zhāng Jiā Zhuāng, geschrieben Tshantyachuang in Schriften von Georg M. Stenz), ungefähr 10 km nordöstlich der Stadt Juye und etwa 25 km nordwestlich der Stadt Jining. Stenz war der im Dorf stationierte Priester, und die beiden anderen Missionare, Henle und Nies, waren gekommen, um ihn zu besuchen. Stenz beschreibt die Ereignisse wie folgt: Bevor sie kurz vor Mitternacht ins Bett gingen, hatten die Missionare die Requiem-Messe (Miseremini mei) für die folgenden Allerseelen praktiziert. Stenz hatte sein Zimmer für die Nacht seinen Gästen gegeben und war selbst in ein freies Portierzimmer gezogen. Die Missionare glaubten, dass die Gegend ruhig sei, und trafen keine Vorkehrungen. Stenz ließ die Tür zu seinem Zimmer unverschlossen. Eine Gruppe von zwanzig bis dreißig bewaffneten Männern brach kurz nach dem Schlafengehen der Missionare in das Missionsgelände ein. Sie brachen die Tür zu dem Raum auf, in dem Henle und Nies wohnten, und töteten die beiden Missionare. Beide Opfer hatten zahlreiche Stichwunden und waren kurz vor Mitternacht tot. Die Angreifer suchten nach Stenz, konnten ihn aber nicht finden. Sie zogen sich zurück, als die lokalen chinesischen Christen am Tatort ankamen, um zu helfen. Es ist nicht sicher, wer die Morde begangen hat, aber es wird am häufigsten angenommen, dass der Angriff von Mitgliedern der Gesellschaft der großen Schwerter gestartet wurde. Stenz beschuldigte den Aufseher eines Nachbardorfes (Cao Jia Zhuang, von Stenz Tsaotyachuang geschrieben und etwa 10 km südlich des Dorfes Zhang Jia gelegen) und glaubte, dass der Angriff in einem Streit zwischen ihnen begründet war. Die Aufseher und vergleichsweise wohlhabenden Verwandten waren zum Christentum konvertiert und hatten sich daher geweigert, für lokale Tempelfeste zu zahlen.
Weniger als zwei Wochen nach dem Juye-Vorfall nutzte das Deutsche Reich die Morde an den Missionaren als Vorwand, die Konzession der Kiautschou-Bucht an der Südküste von Shandong zu beschlagnahmen. Unter deutscher Drohung mit Kanonenbooten war die Qing-Regierung auch gezwungen, viele Shandong-Beamte (einschließlich Gouverneur Li Bingheng) von ihren Posten zu entfernen und drei katholische Kirchen in der Region zu bauen (in Jining, Caozhou und Juye), auf eigene Kosten. Bischof Johann Baptist von Anzer hatte zuvor, weil seine „Mission in China unter dem Schutze des Deutschen Reiches steht“, „den Schutz Sr. Majestät des deutschen Kaisers“ angerufen, „und zum Schutze meiner Mission hat Kaiser Wilhelm den Hafen von Kiüo-Tschau besetzt und solche Maßregeln getroffen, die geeignet sind, künftig Leben und Eigenthum der deutschen Missionäre zu schützen“.
Die angegriffene Mission erhielt ebenfalls 3.000 Taels Silber als Entschädigung für gestohlenes oder beschädigtes Eigentum und erhielt das Recht, sieben befestigte Wohnhäuser in der Gegend zu errichten, ebenfalls auf Kosten der Regierung. Diese Siedlung stärkte die Missionsarbeit in der südlichen Provinz Shandong und war Teil der Ereignisse, die zum Boxeraufstand (1899/1900) führten, einer Bewegung, die sich gegen die christliche und ausländische Präsenz in Nordchina richtete. In Nachahmung Deutschlands begannen andere Mächte (Russland, Großbritannien, Frankreich und Japan) ein Gerangel um Konzessionen, um ihren eigenen Einflussbereich in China zu sichern.
Der Historiker Paul Cohen hat den Juye-Vorfall den Eröffnungskeil in einem Prozess stark verstärkter imperialistischer Aktivitäten in China genannt und Joseph W. Esherick kommentiert, dass die Morde in Juye eine Kette von Ereignissen ausgelöst haben, die den Verlauf der chinesischen Geschichte radikal verändert haben.